# Opius methodii
Opius methodii är en stekelart som beskrevs av Fischer 1971. Opius methodii ingår i släktet Opius och familjen bracksteklar. Inga underarter finns listade i Catalogue of Life.